# Liste der Kulturgüter in Kaiseraugst
Die Liste der Kulturgüter in Kaiseraugst enthält alle Objekte in der Gemeinde Kaiseraugst im Kanton Aargau, die gemäss der Haager Konvention zum Schutz von Kulturgut bei bewaffneten Konflikten, dem Bundesgesetz vom 20. Juni 2014 über den Schutz der Kulturgüter bei bewaffneten Konflikten sowie der Verordnung vom 29. Oktober 2014 über den Schutz der Kulturgüter bei bewaffneten Konflikten unter Schutz stehen.
Objekte der Kategorien A und B sind vollständig in der Liste enthalten, Objekte der Kategorie C fehlen zurzeit (Stand: 1. Januar 2023). Unter übrige Baudenkmäler sind weitere geschützte Objekte zu finden, die in der Bau- und Nutzungsordnung der Gemeinde verzeichnet und nicht bereits in der Liste der Kulturgüter enthalten sind.

## Kulturgüter
| Foto | | Objekt                                                  | Kat. | Typ | Standort                              | Beschreibung |
| ---- | --- | ------------------------------------------------------- | ---- | --- | ------------------------------------- | --- |
| ja   | Datei hochladen · Wikidata zu Augusta Raurica (Unterstadt), römische Stadt / spätrömisches Kastell (Q56189159) | Augusta Raurica (Unterstadt) KGS-Nr.: 00128             | A    | F   | 621359 / 265470                       | Verschiedene Fundstellen des östlich der Ergolz und des Violenbachs gelegenen Teils der römischen Stadt bzw. des spätrömischen Kastells. Umfasst Kastellmauer, Thermen unter dem Kindergarten Dorf, zwei Ziegelbrennöfen, die Ruinen eines Gewerbebetriebs und ein Gräberfeld. |
| ja   | Datei hochladen · Wikidata zu Christkatholische Kirche St. Gallus (Q2318320)                                   | Christlich-katholische Kirche St. Gallus KGS-Nr.: 00130 | B    | G   | Kirchgasse 10.1, 10.2 621520 / 265647 | 1749 neu erbautes Kirchengebäude mit Kirchturm aus dem 14. und Baptisterium aus dem 4. oder 5. Jahrhundert. Schlichter spätbarocker Baukörper unter steilen Satteldach; daran angebaut Sakristei mit Walmdach.                                                                 |

## Übrige Baudenkmäler
| ID   | Foto |                                                              | Objekt                              | Typ | Standort                                     | Beschreibung |
| ---- | ---- | ------------------------------------------------------------ | ----------------------------------- | --- | -------------------------------------------- | ------------ |
| 1    | ja   | Datei hochladen                                              | Römische Kastellmauer (Heidenmauer) | F   | Heidemurweg / Kastellstrasse 621404 / 265486 |              |
| 906  | ja   | Datei hochladen                                              | Römisch-katholische Pfarrkirche     | G   | Heidemurweg 32.1 621557 / 265484             |              |
| 907  | ja   | Datei hochladen                                              | Römisch-katholisches Pfarrhaus      | G   | Heidemurweg 30 621514 / 265484               |              |
| 908  | ja   | Datei hochladen                                              | Gasthof zum Adler                   | G   | Dorfstrasse 35 621455 / 265594               |              |
| 909  | ja   | Datei hochladen                                              | Gasthof zur Sonne                   | G   | Dorfstrasse 52 621611 / 265603               |              |
| 911  | ja   | Datei hochladen                                              | Mehrfamilienhaus                    | G   | Mühlegasse 15–17 621305 / 265358             |              |
| 912  | ja   | Datei hochladen                                              | Wohnhaus                            | G   | Mühlegasse 19 621305 / 265388                |              |
| 913  | ja   | Datei hochladen                                              | Wohnhaus                            | G   | Dorfstrasse 51–53 621605 / 265634            |              |
| 914  | BW   | Datei hochladen                                              | Wohnhaus                            | G   | Dorfstrasse 30 621502 / 265573               |              |
| 915  | ja   | Datei hochladen                                              | Bauernhaus                          | G   | Dorfstrasse 50 621614 / 265572               |              |
| 917  | ja   | Datei hochladen                                              | Wohnhaus                            | G   | Lindenweg 4 621656 / 265612                  |              |
| 918  | ja   | Datei hochladen                                              | Schulhaus                           | G   | Dorfstrasse 20 621402 / 265537               |              |
| 919  | ja   | Datei hochladen · Wikidata zu Bahnhof Kaiseraugst (Q3096669) | Bahnhofsgebäude mit Güterschuppen   | G   | Bahnhofstrasse 39 621498 / 265343            |              |
| 920A | ja   | Datei hochladen                                              | Brunnen                             | K   | Dorfstrasse 621396 / 265552                  |              |
| 920B | ja   | Datei hochladen                                              | Brunnen                             | K   | Fähriweg 621629 / 265662                     |              |
| 920C | BW   | Datei hochladen                                              | Brunnen                             | K   | Dorfstrasse 40 621543 / 265584               |              |
| 921A | ja   | Datei hochladen                                              | Wegkreuz                            | K   | Landstrasse / Mühlegasse 621284 / 265136     |              |
| 921B |      | Datei hochladen                                              | Wegkreuz                            | K   | Landstrasse 190                              |              |
| 921C | ja   | Datei hochladen                                              | Wegkreuz                            | K   | Dorfstrasse / Kirchgasse 621500 / 265600     |              |

Legende: Siehe Legende der Liste der Kulturgüter von nationaler und regionaler Bedeutung. Anstelle der KGS-Nummer wird als Objekt-Identifikator (ID) die Inventar- oder Gebäudenummer in der Bau- und Nutzungsordnung der Gemeinde verwendet.